# Kaniów II (pociąg pancerny)
Pociąg Pancerny „Kaniów I” i „Kaniów II” (Nr 12) – pociąg pancerny Wojska Polskiego II RP.
Szef Sztabu Generalnego Wojska Polskiego, generał Stanisław Szeptycki swoim rozkazem nr 80 z 27 grudnia 1918 nakazał sformować w Warszawie pociągi pancerne od Nr 11 do Nr 15 włącznie, w następującym składzie: jednej lory, trzech wozów armowanych, dwóch wozów dystansowych oraz dwóch osobowych. Blachą pancerzono jedynie stanowiska maszynisty na lokomotywach, wozy bojowe zrobione ze zwykłych otwartych platform, których boczne ściany obłożone były workami z piaskiem. Wśród nich był też, powstały na bazie przejętego niemieckiego taboru kolejowego, P.P. 12 „Kaniów".
20 sierpnia 1920 roku został rozwiązany przez 3 Pułk Wojsk Kolejowych.
Pociąg pancerny „Kaniów II” został zdobyty w marcu 1919 roku. Pełnił służbę na linii kolejowej Lwów-Sambor-Sianki. Miał dwa wagony pancerne i działko na pomoście. Załoga nosiła błękitne mundury Armii generała Hallera. Pociąg został zlikwidowany 20 sierpnia 1921 roku, a załoga przeszła do pociągów pancernych „Ludyga” i „Lubieniec”.

## Odznaka pamiątkowa
Na tarczy heraldycznej, okutej po bokach i u dołu 9 gwoździami napis: „Kaniów”. Ponad nim znak pociągów pancernych – hełm z troistym pióropuszem. Tarcza nałożona na krzyż o pionowym ramieniu dłuższym, z ramionami lekko rozszerzającymi się ku końcom, otoczonymi gładką obwódką, środek ramion groszkowany. Na górnym ramieniu krzyża inicjały pociągu pancernego „P.P.”. Na dolnym ramieniu krzyża numer pociągu „12”. Na lewym ramieniu krzyża data „1919”, a na ramieniu prawym – data „1920”. Pomiędzy ramionami krzyża, pod nałożoną na krzyż tarczą, skrzyżowane dwa miecze skierowane rękojeściami ku dołowi. Krzyż wraz z mieczami, otoczony wieńcem z liści dębowych, ułożonych w owal pionowy i przewinięty wstęgą. Na wstędze nazwy miast: „Krystynopol”, „Borysów”, „Nasielsk”, „Włocławek”, „Machów”, „Pińsk”. U góry siedzący na wieńcu orzeł bez korony z głową zwróconą w prawo. Odznaka tłoczona, cyzelowana w blasze, srebrzona i oksydowana. Wymiary 36x52 mm, grubość 1 mm. Odznaka noszona na śrubie.